# Pseudoxanthozona denudata
Pseudoxanthozona denudata är en tvåvingeart som beskrevs av Townsend 1931. Pseudoxanthozona denudata ingår i släktet Pseudoxanthozona och familjen parasitflugor.
Artens utbredningsområde är Venezuela. Inga underarter finns listade i Catalogue of Life.